# لیو سوتر
لیو سوتر (انگلیسی: Leo Suter؛ زادهٔ ۲۶ سپتامبر ۱۹۹۳) بازیگر اهل بریتانیا است. وی از سال ۲۰۱۲ میلادی تاکنون مشغول فعالیت بوده‌است.
از فیلم‌ها یا برنامه‌های تلویزیونی که وی در آن نقش داشته‌است، می‌توان به سَـندیتون، جان‌بها، خاندان اژدها، مالفیسنت، ویکتوریا و وایکینگ‌ها: والهالا اشاره کرد.